# يكاترينا جرادوفا
يكاترينا جرادوفا (بالروسية: Екатери́на Гео́ргиевна Гра́дова، 6 أكتوبر 1946 - 22 فبراير 2021) ممثلة سينمائية روسية ظهرت في فيلمين رائعين سوفيتيين: سبعة عشر لحظة من الربيع، و مكان اللقاء لا يمكن تغييره.

## الحياة المهنية
لعبت جرادوفا دورها البارز الأول في بداية عام 1966 في دراما بوريس ياشين حفلات الزفاف في الخريف. في وقت لاحق لعبت دور البطولة في الأفلام بشكل غير منتظم، مفضلة المسرح على السينما. كانت ممثلة في مسرح ساتير حتى الثمانينيات. أيضًا في مسرح ماياكوفسكي لعبت جرادوفا دورًا رئيسيًا في مسرحية المواهب والمعجبين، والتي تم تحويلها إلى فيلم في عام 1971.
كان أهم نجاح لها هو دور عازفة البيانو (مشغل الراديو السري) كيت من الجاسوس السوفيتي ستيرليتز في المسلسل التلفزيوني السوفيتي الرائج سبعة عشر لحظة من الربيع (1968) من إخراج تاتيانا ليوزنوفا. تدور أحداث هذا المسلسل حول حياة الجاسوس السوفيتي مكسيم إيزيف الذي يعمل في ألمانيا النازية تحت اسم ماكس أوتو فون ستيرليتز، الذي يلعبه النجم السينمائي السوفيتي الرائد فياتشيسلاف تيخونوف. جلب المسلسل على الفور شعبية هائلة للممثلين الرئيسيين. في وقت لاحق اعترفت أنه بالنسبة لأولئك الذين لعبوا دور البطولة في المسلسل: لم يكن هذا مجرد فيلم، لقد كان مثل القدر. في الواقع حظي كل نجم من نجوم المسلسل لسنوات عديدة باهتمام كبير ودُعي في كثير من الأحيان إلى مؤتمرات مختلفة، وطلب إجراء مقابلات، وما إلى ذلك.
في عام 1979 لعبت دورًا صغيرًا ولكن مهمًا (سفيتلانا فولوكوشينا) في فيلم سوفيتي آخر رائج لا يمكن تغيير مكان اللقاء (بطولة نجم سينمائي سوفيتي عظيم آخر وشاعر فلاديمير فيسوتسكي).

## الحياة الشخصية
في ربيع عام 1971 انضمت إيكاترينا جرادوفا إلى مسرح ساتير (موسكو)، أحد المسارح السوفيتية الرائدة. جذبت الممثلة البالغة من العمر 25 عامًا انتباه نجم المسرح أندريه ميرونوف على الفور. في الخريف تزوجا وبعد عامين ولدت ابنتهما ماريا (الآن الممثلة الشهيرة ماريا ميرونوفا). ومع ذلك واجهت العلاقة مشاكل. بعد فترة وجيزة من ولادة ابنتها غادر ميرونوف الأسرة. كان اختيارها الجديد هو نجم الكوميديا الموسيقية السوفيتية الشعبية هوسار بالاد لاريسا جولوبكينا. في عام 1974 انتقل ميرونوف أخيرًا للعيش مع غولوبكينا، وبعد ذلك بعامين حصل على طلاق رسمي من جرادوفا.
توفيت جرادوفا عن عمر يناهز 74 عامًا من سكتة دماغية.